# Finnøy
Finnøy är en ö i Stavangers kommun i Rogaland fylke i sydvästra Norge. Ön är belägen i Boknafjorden, mellan öarna Rennesøy och Ombo.
På öns östra sida ligger tätorten Judaberg som tidigare utgjorde centralort i dåvarande Finnøy kommun. På den västra sidan ligger Hesby kyrka.

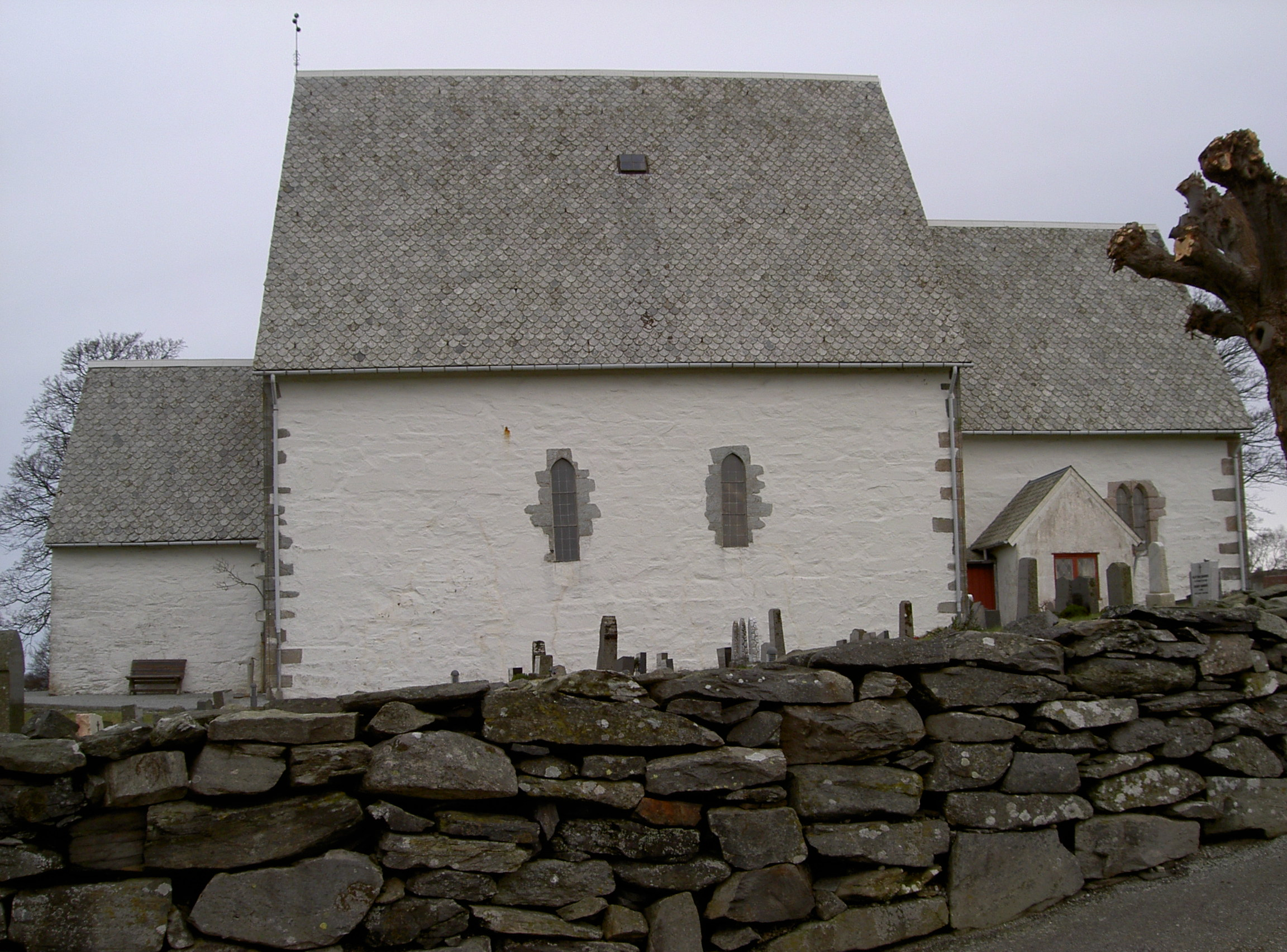
Hesby kyrka.